# Cour constitutionnelle (Algérie)
Pour les autres articles nationaux ou selon les autres juridictions, voir Cour constitutionnelle.
 (juin 2023).
La Cour constitutionnelle est l'organe juridictionnel suprême de l'Algérie, créée par la révision constitutionnelle de 2020 et mise en place en novembre 2021, remplaçant le Conseil constitutionnel. Elle est composée de 12 membres désignés ou élus pour un mandat unique de six ans, et est régie, entre autres, par les articles 185 et 186 de la Constitution.
Elle se prononce sur la conformité à la Constitution des lois et de certains règlements dont elle est saisie.

## Composition
La cour constitutionnelle est composée de douze membres : quatre désignés par le président de la République, dont le président de la Cour, un élu par la Cour suprême parmi ses membres, un élu par le Conseil d’État parmi ses membres, et six élus au suffrage parmi les professeurs de droit constitutionnel. Le président de la République détermine les conditions et les modalités d'élection de ces membres.
| Nom                  | Titre     | Début mandat    | Désigné ou élu par                   |
| -------------------- | --------- | --------------- | ------------------------------------ |
| Leïla Aslaoui        | Président | Novembre 2021   | Président de la République           |
| Ammar Abbas          | Membre    | 30 juillet 2025 | Président de la République           |
| Bahri Saadallah      | Membre    | Novembre 2021   | Président de la République           |
| Mosbah Menas         | Membre    | Novembre 2021   | Président de la République           |
| Naceurdine Saber     | Membre    | Février 2024    | Cour suprême                         |
| Wardia Naït Kaci     | Membre    | Janvier 2025    | Conseil d’État                       |
| Abdelaziz Berkouk,   | Membre    | Janvier 2025    | Professeurs de droit constitutionnel |
| Abdelouahab Kherief  | Membre    | Novembre 2021   | Professeurs de droit constitutionnel |
| Bouziane Alian,      | Membre    | Janvier 2025    | Professeurs de droit constitutionnel |
| Abdelhafid Ossoukine | Membre    | Novembre 2021   | Professeurs de droit constitutionnel |
| Ammar Boudiaf        | Membre    | Novembre 2021   | Professeurs de droit constitutionnel |
| Ahmed Benini,        | Membre    | Janvier 2025    | Professeurs de droit constitutionnel |

## Fonctionnement
Les règles de fonctionnement de la Cour constitutionnelle sont définies par un règlement paru au journal officiel du 22 janvier 2023.